# Franc Forstnerič (agronom)
Franc Forstnerič, slovenski agronom mikrobiolog, * 20. januar 1928, Šturmovci, † 4. julij 1999, Ljubljana.

## Življenje in delo
Leta 1953 je diplomiral na Agronomski in gozdarski fakulteti v Ljubljani. Iz mikrobiologije mleka je v letih 1955–1956 opravil specializacijo na Univerzi v Readingu v Angliji. Doktoriral je 1974 na Biotehniški fakulteti v Ljubljani. V letih 1952–1967 je poučeval na kranjskem Mlekarskem šolskem centru. Od 1965 je predaval na Biotehniški fakulteti v Ljubljani, od 1977 kot izredni in od 1983 kot redni profesor. V raziskovalnem delu se je posvetil mikrobiologiji mleka in mikrobiološkim cepivom ter tehnološkim vprašanjem predelave mleka. Objavil je več strokovnih in znanstvenih razprav ter izdelal tehnološke načrte za rekonstrukcijo številnih obstoječih in izgradnjo novih mlekarskih obratov v Sloveniji in Jugoslaviji.
Od 1975 je projektiral tudi mlekarne v Italiji, Libiji, Gvajani in Tanzaniji. Prejel je državno odlikovanje Republike Gvajane.

## Izbrana bibliografija
- Planinsko sirarstvo, zlasti glede na tolminski sir  (COBISS)
- Vpliv toplotne obdelave mleka na tehnološki proces in kakovost izdelka  (COBISS)
- Program razvoja in graditve mlekarske industrije v SR Sloveniji v letih 1976-1985 (COBISS)